# دينامو فولغوغراد
دينامو فولغوغراد هو نادي كرة يد للسيدات في روسيا تأسس في سنة 1972. تبلغ سعة ملعبه 1500 متفرجا. فاز بكأس أوروربا لكرة اليد للسيدات مرة واحدة في سنة 2008.